# رجال خضر صغار (الحرب الروسية الأوكرانية)

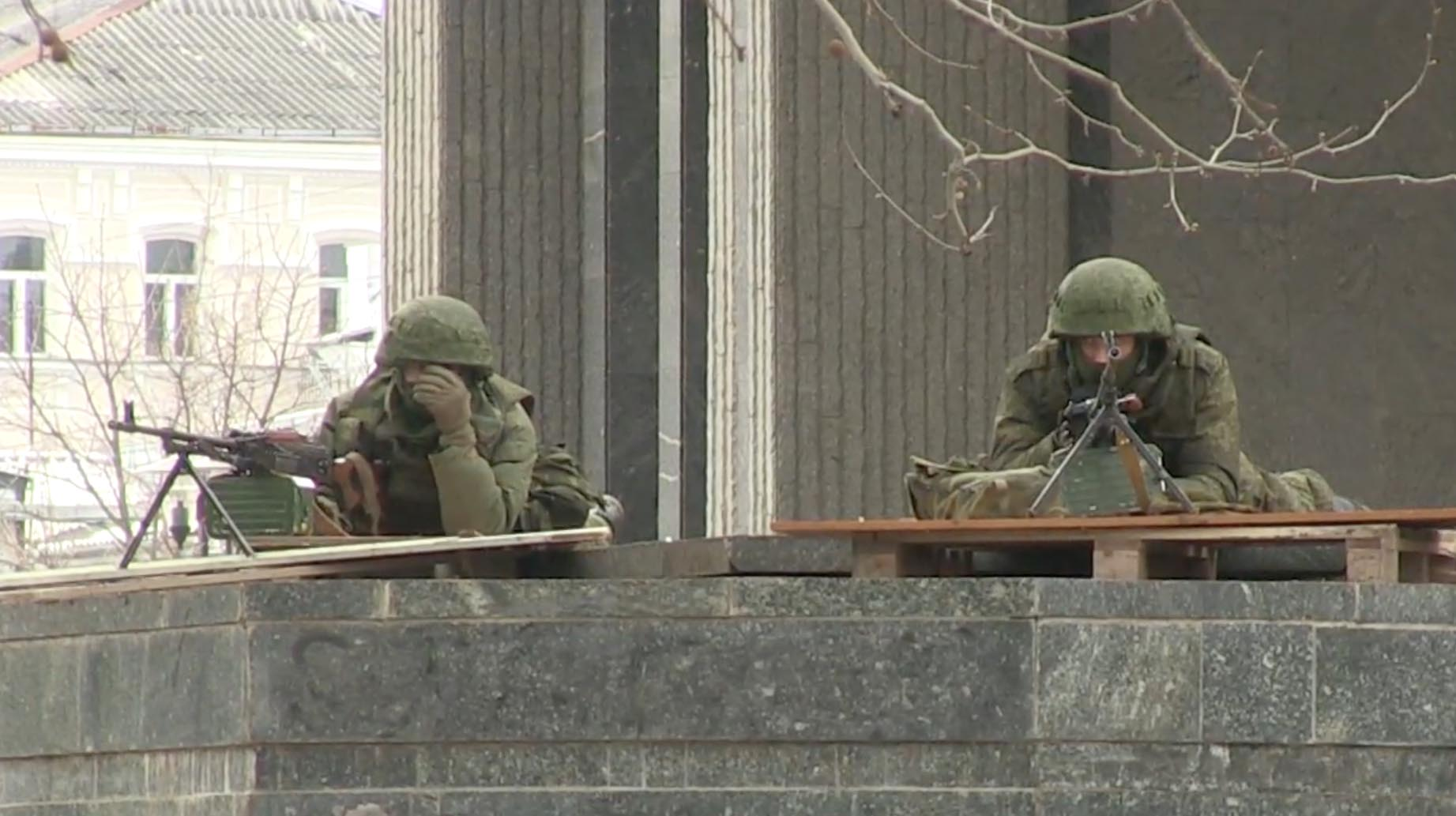
رجال مقنعون عند مبنى المجلس الأعلى لجمهورية القرم المتمتعة بالحكم الذاتي خلال الهجوم عليه، في 27 فبراير 2014

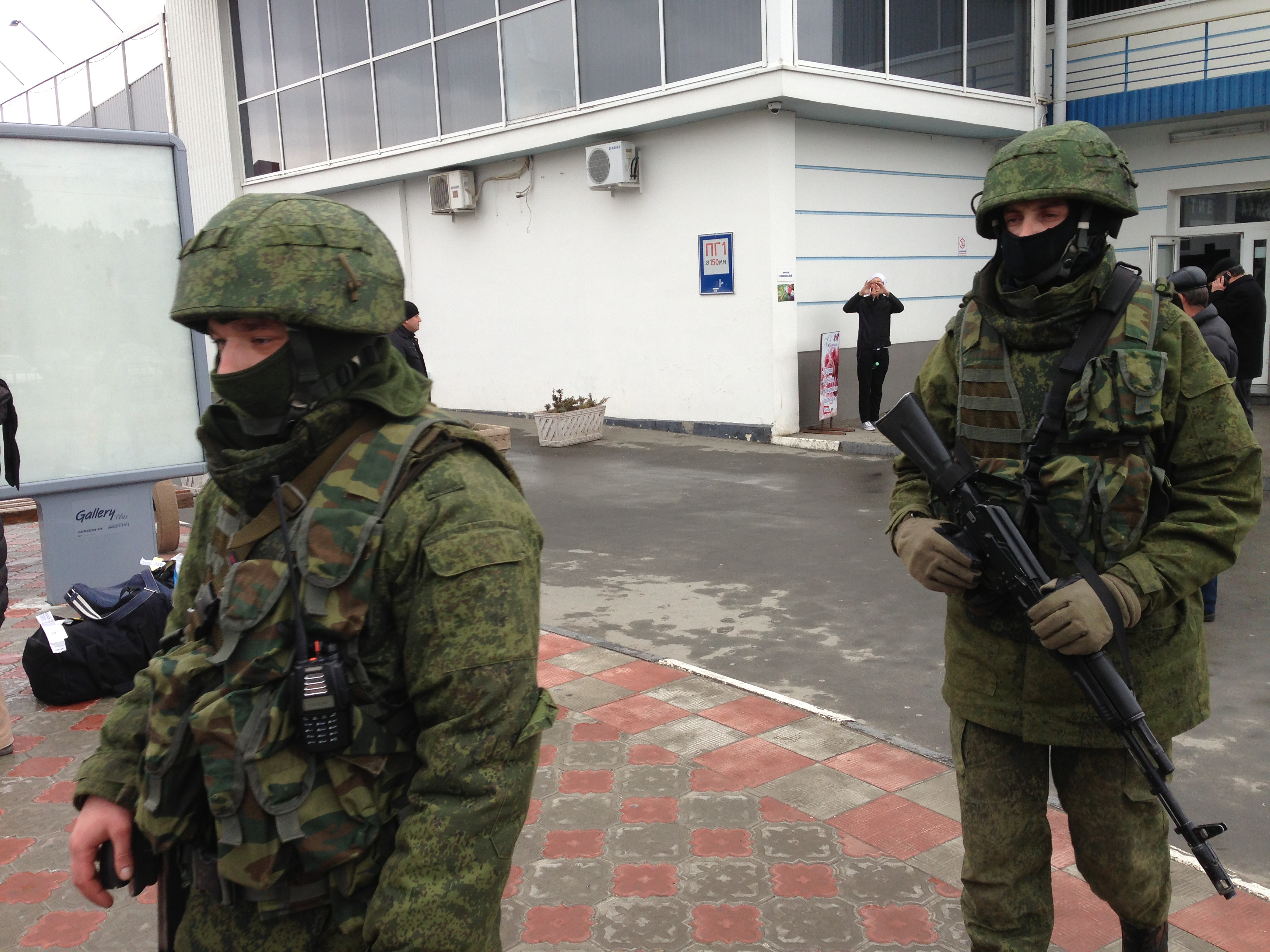
رجال مسلحون لا يحملون شارات (ما يسمون "الرجال الخضر الصغار" في مطار سيمفيروبول في 28 فبراير 2014

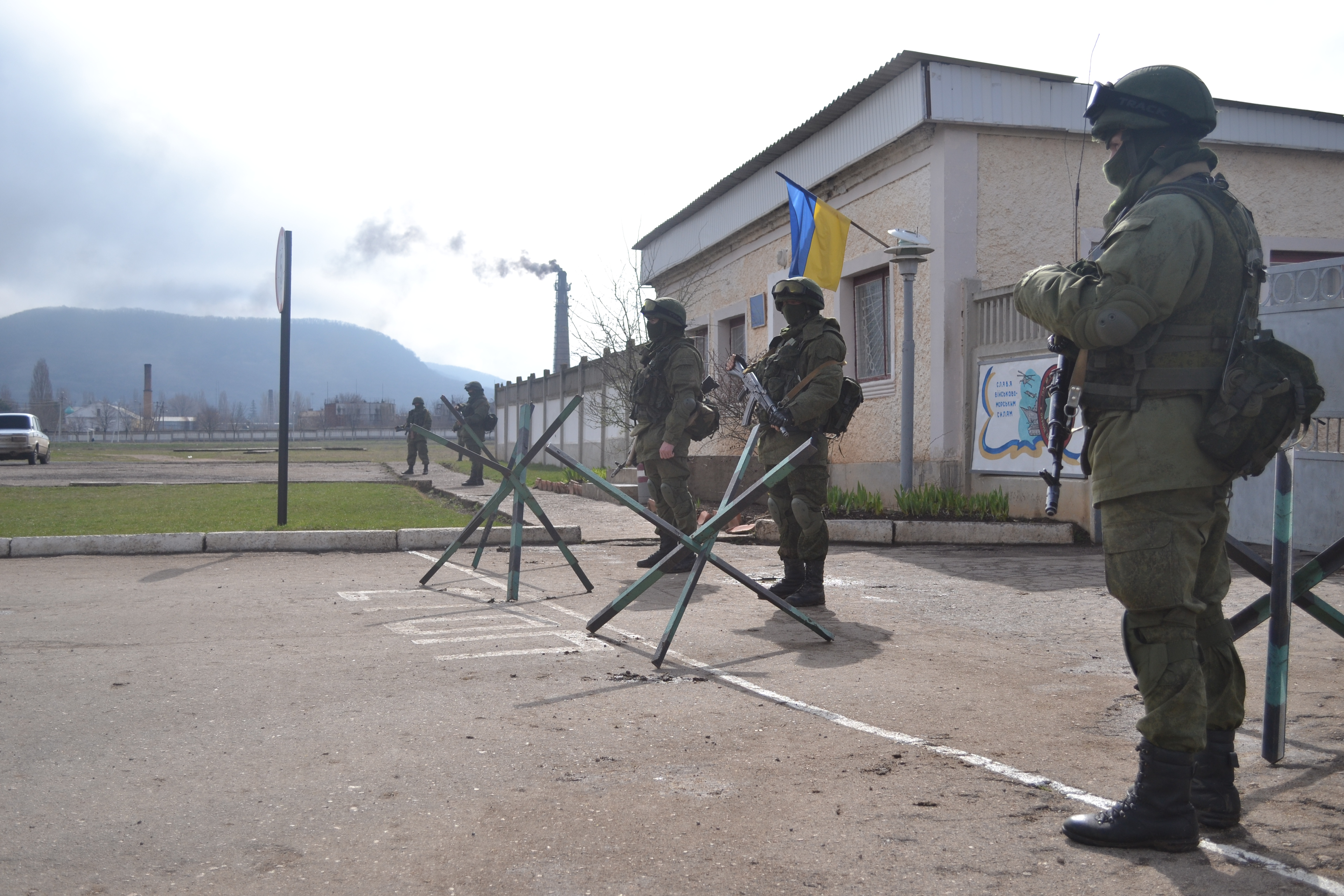
"الرجال الخضر الصغار" مسلحين ببنادق هجومية من طراز AK-74M يحاصرون قاعدة بيريفالني العسكرية على بعد 25 كم جنوب سيمفيروبول في 9 مارس 2014.

يشير مصطلح «الرجال الخضر الصغار» إلى الجنود الملثمين من الاتحاد الروسي الذين ظهروا خلال الحرب الروسية الأوكرانية في 2014، وكانوا يرتدون الزي العسكري الأخضر غير المميز ويحملون أسلحة ومعدات عسكرية روسية حديثة.
ظهر المصطلح لأول مرة خلال ضم الاتحاد الروسي لشبه جزيرة القرم، من نهاية فبراير إلى مارس 2014، عندما احتلت هذه القوات وحاصرت مطار سيمفروبول الدولي، ومعظم القواعد العسكرية في القرم والبرلمان في سيمفروبول.
استخدمت وسائل الإعلام الروسية تعبير «أناس مهذبون» للإشارة إليهم.
نفى الاتحاد الروسي في البداية أن تكون هذه القوات روسية، ولكن في 17 أبريل 2014، أكد الرئيس الروسي فلاديمير بوتين أخيرًا وجود القوات الروسية. بالإضافة إلى ذلك، أكدت العديد من المصادر، بما في ذلك وسائل الإعلام الرسمية الروسية، أن «الرجال الخضر الصغار» هم مزيج من عملاء من قوات العمليات الخاصة ومختلف وحدات القوات الخاصة التابعة للمديرية العامة للأركان العامة للقوات المسلحة الروسية (Spetsnaz GRU) الأخرى. علاوة على ذلك، من المحتمل أن المظليين من لواء سبيتسناز الخامس والأربعين التابع لقوة الهبوط الجوي هم أيضًا جزء منهم.

## الرد الرسمي الروسي
في البداية، قال الرئيس الروسي فلاديمير بوتين إن الرجال الذين يرتدون ملابس خضراء ليسوا جزءًا من القوات المسلحة الروسية، بل ميليشيات محلية استولت على أسلحة من الجيش الأوكراني. وقال الجنرال فيليب بريدلوف، القائد الأعلى لقوات الحلفاء في أوروبا التابعة لقيادة عمليات الحلفاء في منظمة حلف شمال الأطلسي، إن هؤلاء «الرجال الذين يرتدون ملابس خضراء» هم في الواقع من الجيش الروسي.
في مارس 2014، واصل بوتين إصراره على أنه لم يكن هناك تدخل مخطط له مسبقاً ولكن «الجماعات المدججة بالسلاح والمنسقة تنسيقا جيدا التي استولت على مطارات وموانئ القرم في بداية الغزو - كانت مجرد» جماعات للدفاع عن النفس«عفوية، ربما اشترت الزي الروسي من المتاجر المحلية [العسكرية]». ووفقا للرابطة الأوكرانية لمالكي الأسلحة النارية، لا يسمح القانون الأوكراني ببيع أو حمل أسلحة نارية غير أسلحة الصيد.
في 17 أبريل 2014، أقر الرئيس بوتين علنًا لأول مرة بأن القوات الخاصة الروسية شاركت في أحداث شبه جزيرة القرم من أجل حماية السكان المحليين وتهيئة الظروف لإجراء استفتاء. واعترف في وقت لاحق بأن القوات المسلحة الروسية أوقفت القوات المسلحة الأوكرانية في شبه جزيرة القرم خلال الأحداث.
وردا على السؤال المتعلق بوجود القوات الروسية في شبه جزيرة القرم، قال وزير الدفاع الروسي سيرغي شويجو: «لا يمكنني إلا أن أقول شيئًا واحدًا عن استخدام القوات الخاصة الروسية في الأحداث الأوكرانية - من الصعب العثور على قطة سوداء في غرفة مظلمة، خاصة إذا لم تكن هناك»، وأضاف بشكل غامض أنه إذا كانت القطة «ذكية وشجاعة ومهذبة»، فسيكون من «الغباء» العثور على القطة.
في أبريل 2015، قال الأدميرال الروسي المتقاعد إيغور كاساتونوف إن الرجال الخضر الصغار كانوا أعضاء في القوات الخاصة الروسية سبيتسناز. ووفقا لمعلوماته، شمل نشر القوات الروسية في شبه جزيرة القرم هبوط ست طائرات هليكوبتر وثلاث طائرات من طراز إليوشن إي أل-76، بما مجموعه 500 جندي.

## وصلات خارجية
- Ash، Lucy (29 يناير 2015). "How Russia outfoxes its enemies". بي بي سي نيوز أون لاين. مؤرشف من الأصل في 2024-12-19. اطلع عليه بتاريخ 2015-04-07.